# Enrico Gras
Enrico Gras, né le 7 mars 1919 à Gênes et mort le 5 mars 1981 à Rome, est un réalisateur et scénariste italien.

## Filmographie

### Comme réalisateur
- 1942 : Romanzo di un'epoca
- 1942 : Il paradiso terrestre
- 1942 : Guerrieri
- 1943 : Il paese del nascita Mussolini
- 1947 : San Gennaro film sur Janvier de Bénévent
- 1948 : Venise et ses amants (Romantici a Venezia), (co-réalisateur Luciano Emmer)
- 1948 : Il paradiso perduto
- 1948 : La leggenda di Sant'Orsola
- 1948 : Bianchi pascoli
- 1949 : L'invenzione della croce
- 1949 : I fratelli miracolosi
- 1949 : La colonna traiana
- 1951 : Pictura
- 1952 : Leonardo da Vinci
- 1953 : Le solitaire de Soyan (El Solitario de Sayan)
- 1954 : Continent perdu (Continente perduto)
- 1956 : L'Empire du soleil : Voyage au Pérou (it) (L'impero del sole), long-métrage documentaire (85 min) sorti en France le 5 avril 1957.
- 1957 : Ponzio Pilato
- 1959 : Soledad
- 1961 : I sogni muoiono all'alba

### Comme scénariste
- 1941 : Racconto da un affresco
- 1942 : Romanzo di un'epoca
- 1942 : Il paradiso terrestre
- 1942 : Guerrieri
- 1942 : Destino d'amore
- 1942 : Il cantico delle creature
- 1943 : Il paese del nascita Mussolini
- 1947 : San Gennaro
- 1948 : Romantici a Venezia
- 1948 : Luoghi verdiani
- 1948 : Bianchi pascoli
- 1949 : L'invenzione della croce
- 1949 : I fratelli miracolosi
- 1952 : Leonardo da Vinci
- 1954 : Continent perdu (Continente perduto)
- 1956 : L'Empire du soleil (L'impero del sole)
- 1959 : Soledad